# Racó de Sant Bonaventura - els Canalons
El Racó de Sant Bonaventura - els Canalons és un paratge natural municipal del municipi d'Alcoi (Alcoià).
Declarat per Acord del Consell de la Generalitat Valenciana amb data 8 de febrer de 2002, compta amb una superfície de 18,34 ha, es troba al tram alt del riu Polop, destaca fonamentalment per presentar un curs d'aigua durant tot l'any amb la flora i vegetació característica d'aquest tipus d'ecosistemes; i per atresorar un elevat valor paisatgístic amb grans rocams formats sobre la calcària per l'acció erosiva del riu. Cal destacar especialment la seua condició de corredor ecològic entre el Parc Natural de la Font Roja i la serra de Mariola.
Al paratge natural s'hi distingeixen diverses unitats ambientals, com són:
- Les riberes i zones d'aigua
- Les pinedes de pi blanc amb vegetació arbustiva
- Els conreus agrícoles

La unitat ambiental més rellevant al paratge natural municipal és la de les riberes i zones d'aigua. La vegetació característica ha quedat relegada a xicotets reductes on encara es poden distingir xops i salzes. La fauna, d'una altra banda, es troba millor conservada. En destaquem: entre els rèptils, la colobra d'aigua i la tortuga d'estany; i entre els peixos, la madrilla.
El Racó de Sant Bonaventura - els Canalons és un dels enclavaments emblemàtics del municipi d'Alcoi per la gran tradició que hi ha entre els alcoians de sovintejar aquest enclavament com a àrea d'esbarjo, gràcies a la proximitat respecte del nucli urbà.

## Fauna
Hi destaca la presència de mamífers carnívors com la fagina (Martes foina), la geneta (Genetta genetta), la rabosa (Vulpes vulpes), el teixó (Meles meles), el porc senglar (Sus scrofa) i la rata d'aigua (Arvicola sapidus), la qual necessita cursos d'aigua força nets.
Entre els rèptils, cal citar el fardatxo (Timon lepidus), la serp verda (Malpolon monspessulanus), la serp d'aigua (Natrix maura) i la tortuga d'aigua ibèrica (Mauremys leprosa), mentre que entre els peixos hi trobem la bagra ibèrica (Squalius pyrenaicus), i unes poblacions relictes de madrilles (Chondrostoma miegii) i barbs (Luciobarbus bocagei).
Pel que fa a l'avifauna, cal destacar-hi la presència d'espècies de zones forestals humides, com són la busquereta de casquet (Sylvia atricapilla), el cargolet (Troglodytes troglodytes), el rossinyol comú (Luscinia megarhynchos), el rossinyol bord (Cettia cetti), la merla (Turdus merula), el pit-roig (Erithacus rubecula) i el reiet safraner (Regulus ignicapillus), i de rapinyaires com el brúfol o gran duc (Bubo bubo), que nidifica als penya-segats del paratge, o el xot (Otus scops).
Però sens dubte, quant al nombre d'espècies, les més abundants del paratge són els amfibis, com el gripau comú (Bufo bufo), el gripau paridor (Alytes obstetricans) o la granota comuna (Pelophylax perezi), i els invertebrats, com els parotets o cavallets del dimoni, efímeres i mosques de les pedres, entre d'altres.